# Girardinichthys
Girardinichthys é um género de peixe da família Goodeidae.
Este género contém as seguintes espécies:
- Girardinichthys multiradiatus
- Girardinichthys viviparus